# Хорхе Кардосо
Хорхе Кардосо (ісп. Jorge Cardozo; нар. 26 серпня 1978) — венесуельський борець греко-римського стилю, чемпіон, п'ятиразовий срібний та дворазовий бронзовий призер Панамериканських чемпіонатів, дворазовий срібний призер Панамериканських ігор, дворазовий чемпіон Південноамериканських ігор, дворазовий чемпіон та бронзовий призер Центральноамериканських і Карибських ігор, дворазовий чемпіон та бронзовий призер Боліваріанських ігор.

## Життєпис
Боротьбою почав займатися з 1996 року. У 2001 році став бронзовим призером чемпіонату світу серед кадетів. У 2002 році здобув срібну медаль чемпіонату Європи серед юніорів.
Виступає за борцівський клуб UCLA Баркісімето. Тренер — Фернандо Лусена.

## Спортивні результати на міжнародних змаганнях

### Виступи на Чемпіонатах світу
| Змагання                        | Збірна    | Вагова категорія                 | Місце |
| ------------------------------- | --------- | -------------------------------- | ----- |
| Чемпіонат світу з боротьби 2001 | Венесуела | греко-римська боротьба, до 58 кг | 28    |
| Чемпіонат світу з боротьби 2002 | Венесуела | греко-римська боротьба, до 55 кг | 18    |
| Чемпіонат світу з боротьби 2006 | Венесуела | греко-римська боротьба, до 55 кг | 17    |
| Чемпіонат світу з боротьби 2009 | Венесуела | греко-римська боротьба, до 55 кг | 26    |
| Чемпіонат світу з боротьби 2011 | Венесуела | греко-римська боротьба, до 55 кг | 16    |

### Виступи на Панамериканських чемпіонатах
| Змагання                                   | Збірна    | Вагова категорія                 | Місце  |
| ------------------------------------------ | --------- | -------------------------------- | ------ |
| Панамериканський чемпіонат з боротьби 2001 | Венесуела | греко-римська боротьба, до 54 кг | Золото |
| Панамериканський чемпіонат з боротьби 2002 | Венесуела | греко-римська боротьба, до 55 кг | Срібло |
| Панамериканський чемпіонат з боротьби 2005 | Венесуела | греко-римська боротьба, до 55 кг | Бронза |
| Панамериканський чемпіонат з боротьби 2006 | Венесуела | греко-римська боротьба, до 55 кг | Бронза |
| Панамериканський чемпіонат з боротьби 2007 | Венесуела | греко-римська боротьба, до 55 кг | Срібло |
| Панамериканський чемпіонат з боротьби 2008 | Венесуела | греко-римська боротьба, до 55 кг | Срібло |
| Панамериканський чемпіонат з боротьби 2009 | Венесуела | греко-римська боротьба, до 55 кг | Срібло |
| Панамериканський чемпіонат з боротьби 2011 | Венесуела | греко-римська боротьба, до 55 кг | Срібло |

### Виступи на Панамериканських іграх
| Змагання                  | Збірна    | Вагова категорія                 | Місце  |
| ------------------------- | --------- | -------------------------------- | ------ |
| Панамериканські ігри 2007 | Венесуела | греко-римська боротьба, до 55 кг | Срібло |
| Панамериканські ігри 2011 | Венесуела | греко-римська боротьба, до 55 кг | Срібло |

### Виступи на Південноамериканських іграх
| Змагання                       | Збірна    | Вагова категорія                 | Місце  |
| ------------------------------ | --------- | -------------------------------- | ------ |
| Південноамериканські ігри 2002 | Венесуела | греко-римська боротьба, до 55 кг | Золото |
| Південноамериканські ігри 2006 | Венесуела | греко-римська боротьба, до 55 кг | Золото |

### Виступи на Центральноамериканських і Карибських іграх
| Змагання                                               | Збірна    | Вагова категорія                 | Місце  |
| ------------------------------------------------------ | --------- | -------------------------------- | ------ |
| Центральноамериканські і Карибські ігри 2002           | Венесуела | греко-римська боротьба, до 55 кг | Золото |
| Центральноамериканські і Карибські ігри 2006           | Венесуела | греко-римська боротьба, до 55 кг | Бронза |
| Центральноамериканські і Карибські ігри 2010 (Маягуес) | Венесуела | греко-римська боротьба, до 55 кг | Золото |

### Виступи на Боліваріанських іграх
| Змагання                 | Збірна    | Вагова категорія                 | Місце  |
| ------------------------ | --------- | -------------------------------- | ------ |
| Боліваріанські ігри 2001 | Венесуела | греко-римська боротьба, до 54 кг | Золото |
| Боліваріанські ігри 2005 | Венесуела | греко-римська боротьба, до 55 кг | Бронза |
| Боліваріанські ігри 2009 | Венесуела | греко-римська боротьба, до 55 кг | Золото |

### Виступи на інших змаганнях
| Змагання                                                        | Збірна    | Вагова категорія                 | Місце  |
| --------------------------------------------------------------- | --------- | -------------------------------- | ------ |
| Олімпійський кваліфікаційний турнір з боротьби 2004 (Новий Сад) | Венесуела | греко-римська боротьба, до 55 кг | 21     |
| Олімпійський кваліфікаційний турнір з боротьби 2004 (Ташкент)   | Венесуела | греко-римська боротьба, до 55 кг | 16     |
| Кубок Гранми з боротьби 2011                                    | Венесуела | греко-римська боротьба, до 60 кг | Бронза |
| Гран-прі Іспанії з боротьби 2011                                | Венесуела | греко-римська боротьба, до 60 кг | 10     |
| Меморіал Іона Корнеану 2011                                     | Венесуела | греко-римська боротьба, до 55 кг | Золото |